# Grand Prix Monako 2005

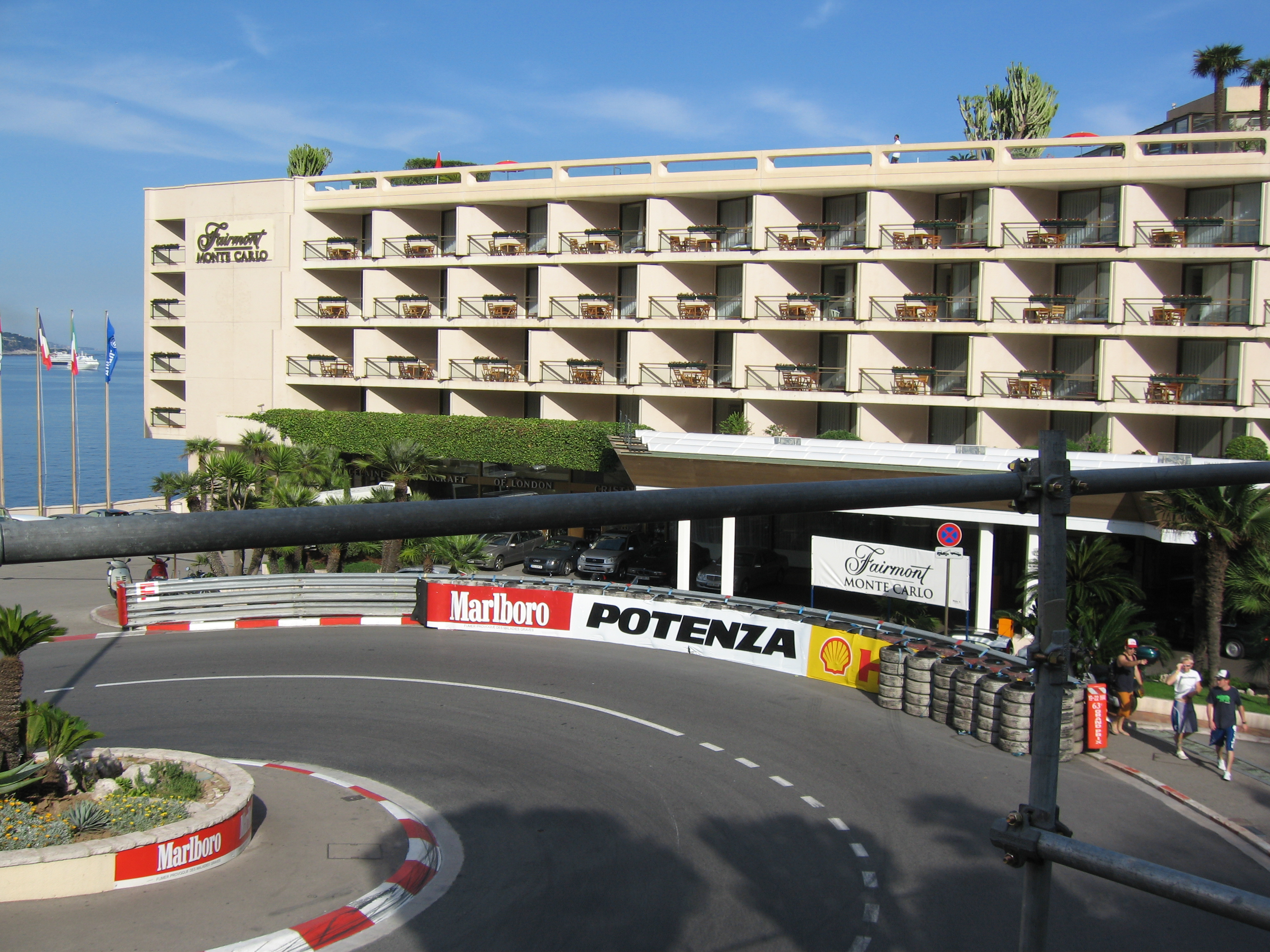
Circuit de Monaco podczas Grand Prix Monako 2005

Wyniki Grand Prix Monako, szóstej rundy Mistrzostw Świata Formuły 1 w sezonie 2005.

## Wyniki sesji
| Legenda oznaczeń w tabelach wyników Wyświetl szablon na nowej stronie | Legenda oznaczeń w tabelach wyników Wyświetl szablon na nowej stronie                                                                     |
| Oznaczenie                                                            | Wyjaśnienie |
| --------------------------------------------------------------------- | --- |
| Złoty                                                                 | Zwycięzca lub mistrzostwo |
| Srebrny                                                               | 2. miejsce lub wicemistrzostwo |
| Brązowy                                                               | 3. miejsce lub II wicemistrzostwo |
| Zielony                                                               | Ukończył, punktował (w klasyfikacji generalnej, gdy zdobył co najmniej jeden punkt na przestrzeni sezonu, poza trzema powyższymi opcjami) |
| Niebieski                                                             | Ukończył, nie punktował (w klasyfikacji generalnej, gdy nie zdobył co najmniej jednego punktu na przestrzeni sezonu)                      |
| Czerwony                                                              | Nie zakwalifikował się (NZ) |
| Czerwony                                                              | Nie prekwalifikował się (NPK) |
| Różowy                                                                | Nie ukończył (NU) |
| Różowy                                                                | Niesklasyfikowany (NS) (w klasyfikacji generalnej, gdy nie został sklasyfikowany w żadnym wyścigu sezonu)                                 |
| Czarny                                                                | Zdyskwalifikowany (DK) |
| Czarny                                                                | Wykluczony (WYK/EX) |
| Biały                                                                 | Nie wystartował (NW) |
| Biały                                                                 | Kontuzjowany (K/INJ) |
| Biały                                                                 | Wyścig odwołany (OD/C) |
| Bez koloru                                                            | Został wycofany (WYC/WD) |
| Bez koloru                                                            | Nie przybył (NP/DNA) |
| Bez koloru                                                            | Nie brał udziału w treningach (NT/DNP) |
| Bez koloru                                                            | Nie został zgłoszony (–) |
| Pogrubienie                                                           | Start z pole position |
| Kursywa                                                               | Najszybsze okrążenie wyścigu |
| †                                                                     | Nie ukończył, ale jego rezultat został zaliczony ze względu na przejechanie więcej niż 90% dystansu wyścigu.                              |
| *                                                                     | Sezon w trakcie |
| 1/2/3                                                                 | Punktowana pozycja w sprincie kwalifikacyjnym                                                                                             |
| Lista systemów punktacji Formuły 1                                    | |

### Sesje Treningowe
| Sesja | Nr | Kierowca             | Konstruktor      | Czas     |
| ----- | -- | -------------------- | ---------------- | -------- |
| 1     | 10 | Juan Pablo Montoya   | McLaren-Mercedes | 1:17.152 |
| 2     | 5  | Fernando Alonso      | Renault          | 1:15.835 |
| 3     | 10 | Juan Pablo Montoya   | McLaren-Mercedes | 1:16.197 |
| 4     | 6  | Giancarlo Fisichella | Renault          | 1:13.988 |

### Kwalifikacje, część 1
| P  | Imię i nazwisko      | Kraj            | Nazwa stajni             | Opony       | Okr. | Czas     | Strata   |
| -- | -------------------- | --------------- | ------------------------ | ----------- | ---- | -------- | -------- |
| 1  | Kimi Räikkönen       | Finlandia       | McLaren-Mercedes         | Michelin    | 3    | 1:13.644 |          |
| 2  | Fernando Alonso      | Hiszpania       | Renault                  | Michelin    | 3    | 1:14.125 | 0:00.481 |
| 3  | Mark Webber          | Australia       | Williams-BMW             | Michelin    | 3    | 1:14.584 | 0:00.940 |
| 4  | Giancarlo Fisichella | Włochy          | Renault                  | Michelin    | 3    | 1:14.783 | 0:01.139 |
| 5  | Juan Pablo Montoya   | Kolumbia        | McLaren-Mercedes         | Michelin    | 3    | 1:14.858 | 0:01.214 |
| 6  | Nick Heidfeld        | Niemcy          | Williams-BMW             | Michelin    | 3    | 1:15.128 | 0:01.484 |
| 7  | Jarno Trulli         | Włochy          | Toyota                   | Michelin    | 3    | 1:15.189 | 0:01.545 |
| 8  | David Coulthard      | Wielka Brytania | Red Bull Racing-Cosworth | Michelin    | 3    | 1:15.329 | 0:01.685 |
| 9  | Jacques Villeneuve   | Kanada          | Sauber-Petronas          | Michelin    | 3    | 1:15.921 | 0:02.277 |
| 10 | Rubens Barrichello   | Brazylia        | Ferrari                  | Bridgestone | 3    | 1:16.142 | 0:02.498 |
| 11 | Michael Schumacher   | Niemcy          | Ferrari                  | Bridgestone | 3    | 1:16.186 | 0:02.542 |
| 12 | Felipe Massa         | Brazylia        | Sauber-Petronas          | Michelin    | 3    | 1:16.218 | 0:02.574 |
| 13 | Vitantonio Liuzzi    | Włochy          | Red Bull Racing-Cosworth | Michelin    | 3    | 1:16.817 | 0:03.173 |
| 14 | Patrick Friesacher   | Austria         | Minardi-Cosworth         | Bridgestone | 3    | 1:18.574 | 0:03.173 |
| 15 | Christijan Albers    | Holandia        | Minardi-Cosworth         | Bridgestone | 3    | 1:19.229 | 0:05.585 |
| 16 | Tiago Monteiro       | Portugalia      | Jordan-Toyota            | Bridgestone | 3    | 1:19.408 | 0:05.764 |
| 17 | Narain Karthikeyan   | Indie           | Jordan-Toyota            | Bridgestone | 3    | 1:19.474 | 0:05.830 |
| 18 | Ralf Schumacher      | Niemcy          | Toyota                   | Michelin    | 0    |          |          |

### Kwalifikacje, część 2
| P  | Imię i nazwisko      | Kraj            | Nazwa stajni             | Opony       | Okr. | Czas     | Strata   |
| -- | -------------------- | --------------- | ------------------------ | ----------- | ---- | -------- | -------- |
| 1  | Kimi Räikkönen       | Finlandia       | McLaren-Mercedes         | Michelin    | 6    | 2:30.323 |          |
| 2  | Fernando Alonso      | Hiszpania       | Renault                  | Michelin    | 6    | 2:30.406 | 0:00.083 |
| 3  | Mark Webber          | Australia       | Williams-BMW             | Michelin    | 6    | 2:31.656 | 0:01.333 |
| 4  | Giancarlo Fisichella | Włochy          | Renault                  | Michelin    | 6    | 2:32.100 | 0:01.777 |
| 5  | Jarno Trulli         | Włochy          | Toyota                   | Michelin    | 6    | 2:32.590 | 0:02.267 |
| 6  | Nick Heidfeld        | Niemcy          | Williams-BMW             | Michelin    | 6    | 2:32.883 | 0:02.560 |
| 7  | David Coulthard      | Wielka Brytania | Red Bull Racing-Cosworth | Michelin    | 6    | 2:33.867 | 0:03.544 |
| 8  | Michael Schumacher   | Niemcy          | Ferrari                  | Bridgestone | 6    | 2:34.736 | 0:04.413 |
| 9  | Jacques Villeneuve   | Kanada          | Sauber-Petronas          | Michelin    | 6    | 2:34.936 | 0:04.613 |
| 10 | Rubens Barrichello   | Brazylia        | Ferrari                  | Bridgestone | 6    | 2:34.983 | 0:04.660 |
| 11 | Felipe Massa         | Brazylia        | Sauber-Petronas          | Michelin    | 6    | 2:35.120 | 0:04.797 |
| 12 | Vitantonio Liuzzi    | Włochy          | Red Bull Racing-Cosworth | Michelin    | 6    | 2:37.152 | 0:06.829 |
| 13 | Patrick Friesacher   | Austria         | Minardi-Cosworth         | Bridgestone | 6    | 2:40.810 | 0:10.487 |
| 14 | Christijan Albers    | Holandia        | Minardi-Cosworth         | Bridgestone | 6    | 2:42.206 | 0:11.883 |
| 15 | Tiago Monteiro       | Portugalia      | Jordan-Toyota            | Bridgestone | 6    | 2:43.078 | 0:12.755 |
| 16 | Narain Karthikeyan   | Indie           | Jordan-Toyota            | Bridgestone | 6    | 2:43.442 | 0:13.119 |
| 17 | Juan Pablo Montoya   | Kolumbia        | McLaren-Mercedes         | Michelin    | 3    |          |          |
| 18 | Ralf Schumacher      | Niemcy          | Toyota                   | Michelin    | 0    |          |          |

### Wyścig
| P                 | + / –     | Nr | Kierowca             | Konstruktor       | Opony | Okr. | Czas / Strata | Komentarz                 |
| ----------------- | --------- | -- | -------------------- | ----------------- | ----- | ---- | ------------- | ------------------------- |
| 1                 | Bez zmian | 9  | Kimi Räikkönen       | McLaren-Mercedes  | M     | 78   | 1h45:15.556   |                           |
| 2                 | 4         | 8  | Nick Heidfeld        | Williams-BMW      | M     | 78   | +0:13.877     |                           |
| 3                 | Bez zmian | 7  | Mark Webber          | Williams-BMW      | M     | 78   | +0:18.484     |                           |
| 4                 | 2         | 5  | Fernando Alonso      | Renault           | M     | 78   | +0:36.487     |                           |
| 5                 | 11        | 10 | Juan Pablo Montoya   | McLaren-Mercedes  | M     | 78   | +0:36.647     |                           |
| 6                 | 12        | 17 | Ralf Schumacher      | Toyota            | M     | 78   | +0:37.177     |                           |
| 7                 | 1         | 1  | Michael Schumacher   | Ferrari           | B     | 78   | +0:37.223     |                           |
| 8                 | 2         | 2  | Rubens Barrichello   | Ferrari           | B     | 78   | +0:37.570     |                           |
| 9                 | 2         | 11 | Felipe Massa         | Sauber-Petronas   | M     | 77   | +1 okr.       |                           |
| 10                | 5         | 16 | Jarno Trulli         | Toyota            | M     | 77   | +1 okr.       |                           |
| 11                | 2         | 12 | Jacques Villeneuve   | Sauber-Petronas   | M     | 77   | +1 okr.       |                           |
| 12                | 8         | 6  | Giancarlo Fisichella | Renault           | M     | 77   | +1 okr.       |                           |
| 13                | 2         | 18 | Tiago Monteiro       | Jordan-Toyota     | B     | 75   | +3 okr.       |                           |
| 14                | Bez zmian | 20 | Christijan Albers    | Minardi-Cosworth  | B     | 73   | +5 okr.       |                           |
| Niesklasyfikowani |           |    |                      |                   |       |      |               |                           |
|                   |           | 15 | Vitantonio Liuzzi    | Red Bull-Cosworth | M     | 59   |               | wypadek                   |
|                   |           | 21 | Patrick Friesacher   | Minardi-Cosworth  | B     | 29   |               | wypadek                   |
|                   |           | 14 | David Coulthard      | Red Bull-Cosworth | M     | 23   |               | kolizja z M. Schumacherem |
|                   |           | 19 | Narain Karthikeyan   | Jordan-Toyota     | B     | 18   |               | hydraulika                |
| P                 | + / –     | Nr | Kierowca             | Konstruktor       | Opony | Okr. | Czas / Strata | Komentarz                 |

## Klasyfikacja po wyścigu

### Kierowcy
| P  | +/− | Imię i nazwisko      | Kraj            | Stajnia                  | PKT | 1 miejsca | 2 miejsca | 3 miejsca | P. pos |
| -- | --- | -------------------- | --------------- | ------------------------ | --- | --------- | --------- | --------- | ------ |
| 1  | 0   | Fernando Alonso      | Hiszpania       | Renault                  | 49  | 3         | 1         | 1         | 2      |
| 2  | +1  | Kimi Räikkönen       | Finlandia       | McLaren-Mercedes         | 27  | 2         | 0         | 1         | 3      |
| 3  | -1  | Jarno Trulli         | Włochy          | Toyota                   | 26  | 0         | 2         | 1         | 0      |
| 4  | +1  | Mark Webber          | Australia       | Williams-BMW             | 18  | 0         | 0         | 1         | 0      |
| 5  | +5  | Nick Heidfeld        | Niemcy          | Williams-BMW             | 17  | 0         | 1         | 1         | 0      |
| 6  | 0   | Ralf Schumacher      | Niemcy          | Toyota                   | 17  | 0         | 0         | 0         | 0      |
| 7  | -3  | Giancarlo Fisichella | Włochy          | Renault                  | 14  | 1         | 0         | 0         | 1      |
| 8  | 0   | Juan Pablo Montoya   | Kolumbia        | McLaren-Mercedes         | 14  | 0         | 0         | 0         | 0      |
| 9  | -2  | Michael Schumacher   | Niemcy          | Ferrari                  | 12  | 0         | 1         | 0         | 0      |
| 10 | -3  | David Coulthard      | Wielka Brytania | Red Bull Racing-Cosworth | 10  | 0         | 0         | 0         | 0      |
| 11 | 0   | Rubens Barrichello   | Brazylia        | Ferrari                  | 9   | 0         | 1         | 0         | 0      |
| 12 | 0   | Alexander Wurz       | Austria         | McLaren-Mercedes         | 6   | 0         | 0         | 1         | 0      |
| 13 | 0   | Jacques Villeneuve   | Kanada          | Sauber-Petronas          | 5   | 0         | 0         | 0         | 0      |
| 14 | 0   | Pedro de la Rosa     | Hiszpania       | McLaren-Mercedes         | 4   | 0         | 0         | 0         | 0      |
| 15 | 0   | Christian Klien      | Austria         | Red Bull Racing-Cosworth | 3   | 0         | 0         | 0         | 0      |
| 16 | 0   | Felipe Massa         | Brazylia        | Sauber-Petronas          | 2   | 0         | 0         | 0         | 0      |
| 17 | 0   | Vitantonio Liuzzi    | Włochy          | Red Bull Racing-Cosworth | 1   | 0         | 0         | 0         | 0      |

### Konstruktorzy
| P | +/− | Nazwa stajni             | PKT | 1 miejsca | 2 miejsca | 3 miejsca |
| - | --- | ------------------------ | --- | --------- | --------- | --------- |
| 1 | 0   | Renault                  | 63  | 4         | 1         | 1         |
| 2 | +1  | McLaren-Mercedes         | 51  | 2         | 0         | 2         |
| 3 | -1  | Toyota                   | 43  | 0         | 2         | 1         |
| 4 | 0   | Williams-BMW             | 35  | 0         | 1         | 2         |
| 5 | 0   | Ferrari                  | 21  | 0         | 2         | 0         |
| 6 | 0   | Red Bull Racing-Cosworth | 14  | 0         | 0         | 0         |
| 7 | 0   | Sauber-Petronas          | 7   | 0         | 0         | 0         |